# Purísima de Bustos
Purísima de Bustos es una localidad del estado mexicano de Guanajuato. Es la cabecera del municipio de Purísima del Rincón.

## Toponimia
El nombre «Purísima» hace referencia a la santa patrona de la localidad: Nuestra Señora de la Purísima Concepción. El nombre «Bustos» rinde homenaje a Hermenegildo Bustos, pintor mexicano del siglo XIX, oriundo de la población.

## Demografía
| Gráfica de evolución demográfica |
|                                  |

| Censo | Población |
| ----- | --------- |
| 1900  | 2 551     |
| 1910  | 2 351     |
| 1921  | 1 819     |
| 1930  | 2 153     |
| 1940  | 2 402     |
| 1950  | 3 138     |
| 1960  | 3 937     |
| 1970  | 5 351     |
| 1980  | 8 134     |
| 1990  | 12 486    |
| 2000  | 25 274    |
| 2010  | 43 512    |
| 2020  | 52 257    |